# この歌を・・・・・・・・♪
「この歌を・・・・・・・・♪」（このうたを）は、K×ET-KINGのシングル。Kのシングルとしては9作目となる。2007年10月3日にリリース。

## 収録曲
1. この歌を・・・・・・・・♪ [5:17]
作詞：K・ET-KING、作曲：K・ET-KING・NAOKI-T、編曲：NAOKI-T
2. NO WOMAN, NO CRY [4:23]
作詞・作曲：Vincent Ford、編曲：NAOKI-T
3. KI・ZU・NA〜忘れないよ〜 [4:31]
作詞：K、作曲：K・NAOKI-T、編曲：NAOKI-T
4. この歌を・・・・・・・・♪（less vocal）